# 列維鎮區 (愛荷華州索克縣)
列維鎮區（英語：Levey Township）是位於美國愛荷華州索克縣的一個行政鎮區。

## 地方資料
根據2010年美國人口普查的數據，列維鎮區的面積為91.89平方千米，當中陸地面積為91.62平方千米，而水域面積為0.27平方千米。當地共有人口807人，而人口密度為每平方千米8.78人。